# Union pour la majorité présidentielle (Dschibuti)
Die Union pour la majorité présidentielle (UMP, Union für präsidentielle Mehrheit, oder Union für die Präsidentenmehrheit, oder Union für die Mehrheit des Präsidenten) ist eine 2003 gegründete Parteienkoalition, die in Dschibuti regiert. Sie wird von der Rassemblement populaire pour le progrès (RPP) dominiert.
Bereits bei der Parlamentswahl von 1997 trat die RPP gemeinsam mit der ehemaligen Rebellengruppe FRUD an. Die beiden Parteien gewannen mit 78,6 % der Stimmen sämtliche 65 Sitze in der Nationalversammlung, von diesen erhielt die RPP 56 und die FRUD 11. Bei der Präsidentschaftswahl 1999 unterstützten beide Parteien Ismaïl Omar Guelleh, der mit 74 % gegen einen unabhängigen Kandidaten gewann.
Für die Parlamentswahl 2003 schlossen sich RPP und FRUD mit den beiden kleineren Parteien Parti national démocratique (PND) und Parti populaire social démocrate (PPSD) zur UMP zusammen, während die vier zugelassenen Oppositionsparteien die UAD bildeten. Mit 62,7 % Stimmenanteil gewann die UMP aufgrund des Mehrheitswahlsystems wiederum sämtliche Parlamentssitze. Die Opposition warf ihr Wahlbetrug vor und boykottierte die Präsidentschaftswahl 2005 und die Parlamentswahl 2008. Bei diesen Wahlen trat die UMP somit ohne Konkurrenten an.